# Montecarlo (Misiones)

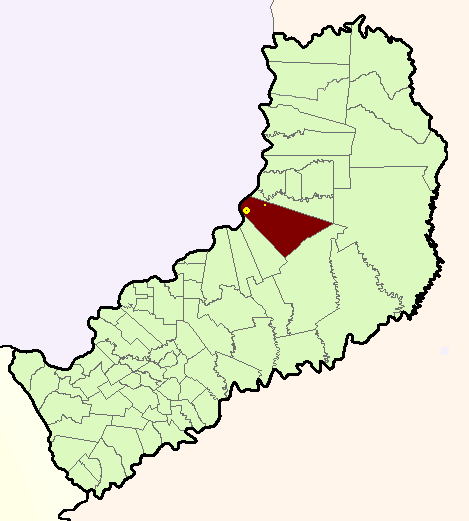
Municipio de Montecarlo dentro de la Provincia de Misiones.

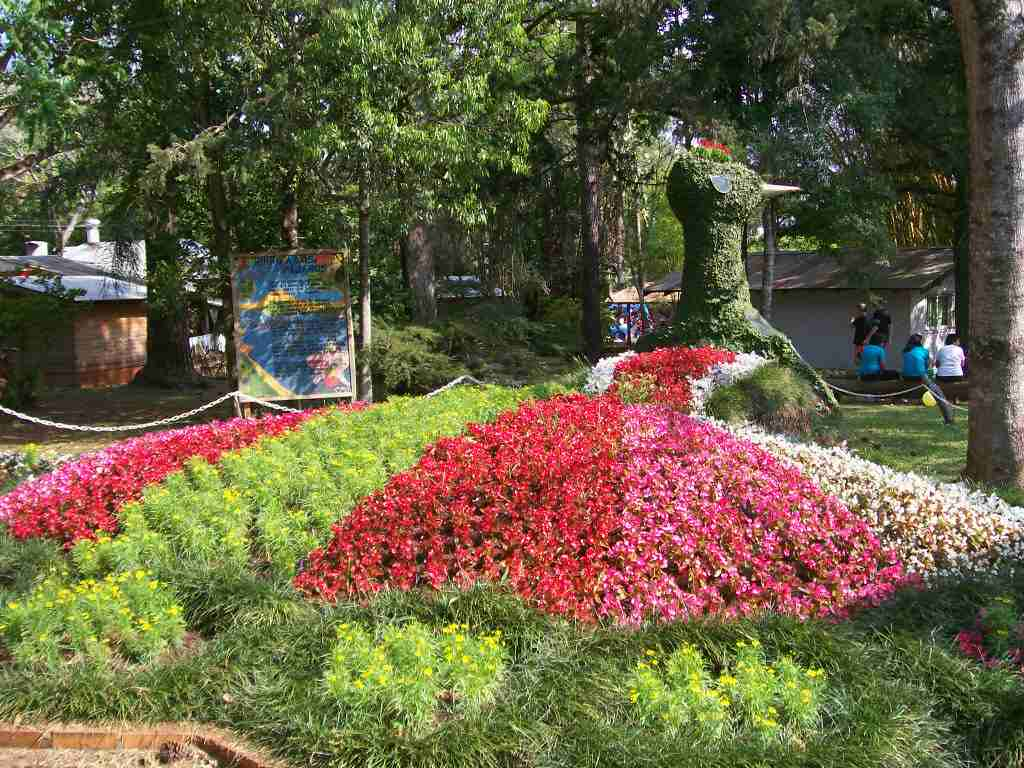
Pavo real hecho con flores durante la Fiesta de la Flor.

Montecarlo es una ciudad argentina de la provincia de Misiones, cabecera del departamento del mismo nombre. Fue fundada por el empresario alemán Carlos Culmey como una colonia de alemanes protestante.
Es conocida como "Capital Nacional de la Orquídea", "Capital Provincial de la Flor" y "Capital Provincial del Deporte".

## Ubicación

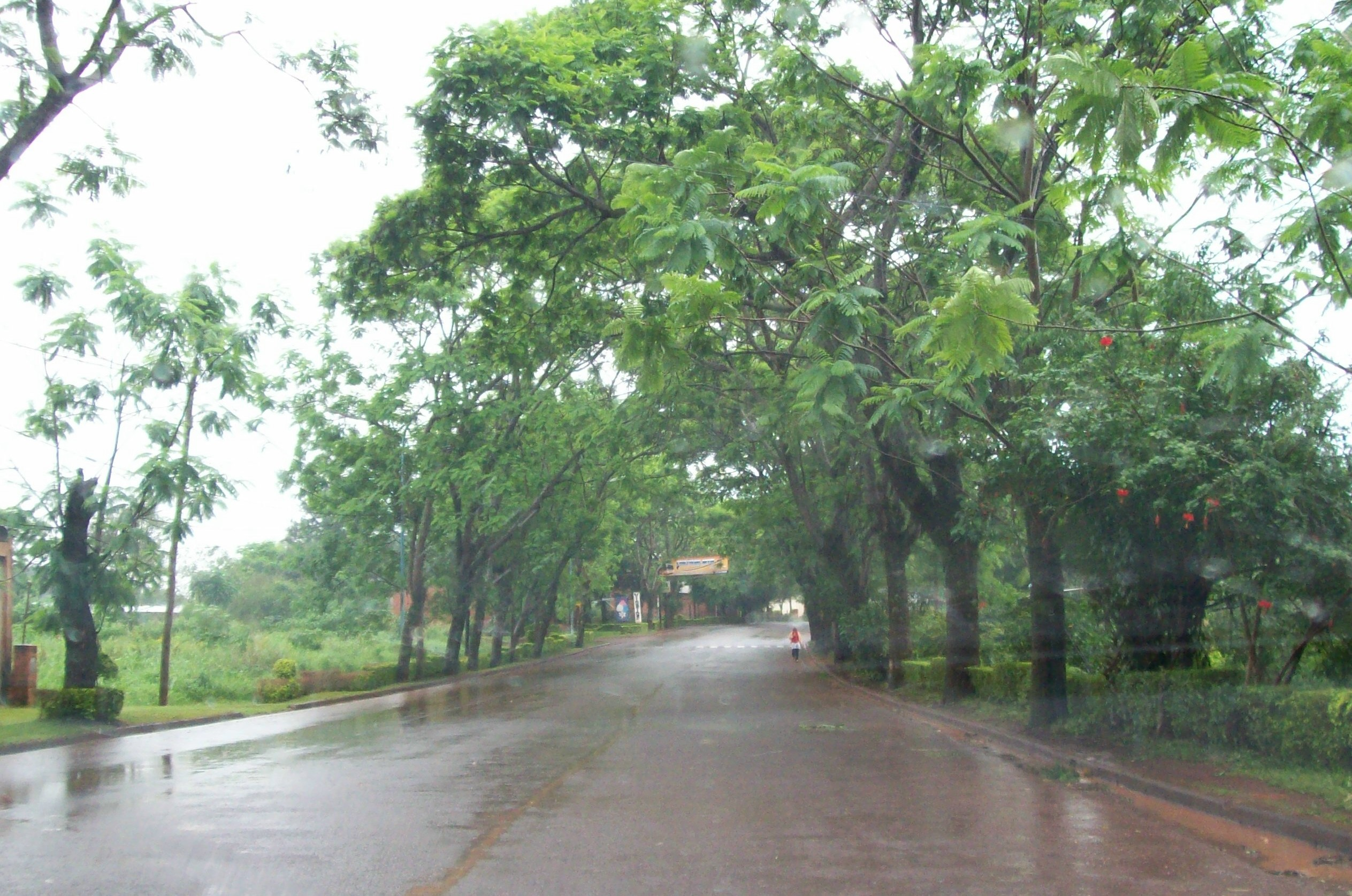
Acceso a Montecarlo.

Se ubica a una latitud 26°33′ S y una longitud de 54°44′ O, a orillas del río Paraná. Dista 180 km de la ciudad de Posadas (capital de la Provincia de Misiones) y a 124 km de Puerto Iguazú, y está comunicada con esas 2 localidades a través de la Ruta Nacional 12.
El departamento de Montecarlo se compone además de los municipios de Caraguatay al sur y Puerto Piray al norte.

## Historia
Fue fundada a orillas del río Paraná (y por tanto justo frente a Paraguay) el 4 de mayo de 1920 por el empresario alemán Carlos Culmey, importante colonizador de la costa misionera del Paraná. Culmey adquirió tierras a nombre de la Compañía "Colonizadora Alto Paraná", destinando una parte de ellas para el lugar donde estarían las construcciones de Montecarlo. La colonia se pobló con inmigrantes de ascendencia alemana que conservaban su idioma ancestral (alemanes étnicos) provenientes de Brasil, pero luego mayoritariamente fue poblada por inmigrantes procedentes de Alemania (principalmente de Baden-Wurtemberg).
El año anterior, 50 km al sur de Montecarlo y también a orillas del río Paraná, se había fundado Puerto Rico como colonia alemana católica (en un primer momento con alemanes de Brasil). A su vez, 20 km al norte de la colonia Montecarlo -siempre siguiendo la línea del río Paraná- el empresario alemán Adolfo Julio Schwelm fundó Eldorado, otra colonia de alemanes, que además integró colonos escandinavos y holandeses.
El 70% de los lotes de Montecarlo fueron ocupados por alemanes que provenían de Alemania (y de ellos, el 45% eran de Baden-Wurtemberg). El resto de los lotes fueron ocupados por alemanes étnicos provenientes de Brasil (registrados como brasileros al ingresar al país, pero alemanes a los efectos prácticos).
Culmey logró distribuir a los colonos que llegaban a Puerto Rico y Montecarlo de manera homogénea siguiendo los principios del Waldhufendorf (aldea o caserío con terrenos cultivables en el bosque o monte), un sistema muy típico del área central de bosques de Alemania. Se implementó este sistema de parcelamiento ya que ambas colonias estaban ubicadas en la región de la Selva Paranaense. Cada colonia fue subdividida en fracciones denominadas "línea", debido a que en Brasil el camino o la picada que unía los lotes era llamada linha. Así, mientras que en la colonia Puerto Rico están Línea Paraná, Línea Mbopicuá, Línea Capioví, Línea Cuchilla o Línea Cuña Pirú; en la colonia Montecarlo se encuentran Línea Aterrada, Línea Bonita, Línea Guatambú, Línea Ita-Curuzú, entre otras. Estas fracciones fueron ocupadas por grupos de unas quince familias. La picada principal permitió un mayor contacto entre los pioneros, posibilitó que la colonización se fuera afianzando y contribuyó a generar un sentimiento de solidaridad grupal de larga duración en el tiempo.
A fines de 1924, la compañía fundada por Culmey se fusionó con la de Adolfo Julio Schwelm, el empresario alemán radicado en Argentina que había iniciado la colonización de la localidad de Eldorado en 1919. A partir de ese momento, las colonias de Puerto Rico, Montecarlo y Eldorado fueron administradas por la "Compañía de Explotación de Bosques Eldorado". Estas colonias habían nacido desde sus inicios con el mismo objetivo de realizar una colonización selectiva con inmigrantes de origen germánico.
Culmey organizó los asentamientos de alemanes separándolos estrictamente por confesión religiosa (católicos de un lado, protestantes del otro) y pensaba que, en un principio, en las nuevas colonias se debían admitir solamente alemanes que hubieran pasado por la "Urwaldschule" (es decir, la "escuela" de la selva) en Brasil. Ya que las dificultades de iniciar una colonización en la selva eran muy grandes y bien conocidas por quienes la dirigían, y es por ello que los colonos alemanes-brasileños iban a tener como misión "formar la base de ayuda y sostén para los -eventualmente- recién llegados de Alemania en las nuevas colonias". Sólo de esa manera se iba a poder lograr una prosperidad más rápida de las colonias, con el aprendizaje ya hecho.

## Economía
La zona de influencia de la ciudad encuentra en la industria maderera, frutícola, tabacalera, yerbatera, etc. sus principales actividades económicas.
Su economía se sustenta en la agricultura, la forestoindustria  y la ganadería. Se cultiva la yerba mate, citrus, te y mandioca principalmente.
Una de las empresas más importantes de la localidad es la Cooperativa Agrícola Mixta de Montecarlo Ltda., que agrupa a la mayoría de los colonos e industrializa la yerba mate vendiéndola en cuatro conocidas marcas (yerba mate Aguantadora, Sinceridad, Pampa y Fécula de Mandioca Montecarlo). Lugar donde podemos visitar un molino de yerba y ver de cerca la producción y elaboración de la materia prima.
También destaca la ciudad por el cultivo de una gran variedad de  Orquídeas y las Fiestas Provincial de la Flor y Nacional de la Orquídea, que se realizan todos los años en el mes de octubre en el Parque Juan Vortisch. Abarca 6 hectáreas  de árboles naturales se implantados, y donde se cuenta con reservas privadas naturales con preservación de Orquídeas.
En el Parque Vortisch se localiza el laberinto vegetal más grande de América del Sur, con una superficie de 4000 metros cuadrados.
Muy cerca también de este laberinto, y sobre las costas del río se encuentra el Club de Pesca Montecarlo desde donde se puede acceder a la Isla Caraguatay en lancha. Existen también otros clubes deportivos como el Club Huracán, el Club Argentino Germano de Gimnasia y Cultura, el Club de Canto y el Club Gimnasia Guatambú.
A escasos Kilómetros de la ciudad, sobre la ruta Nac.12 está el Zoo-Bal-Park, un zoológico privado de fauna autóctona dentro de un parque natural de gran belleza.

## Turismo
La ciudad se pone de fiesta en el mes de octubre cuando se realiza la Fiesta Nacional de la Orquídea y la Provincial de la Flor.
También posee un zoológico y parque natural con variedad de animales y plantas llamado Zoo Bal Park.
Otro atractivo es el Laberinto Vegetal, inaugurado en 1993 y ubicado dentro del Parque Juan Vortish, que es a su vez la sede de la Fiesta Nacional de la Orquídea y Provincial de la Flor.
Tiene un "Club de Pesca" sobre el río Paraná y un acuario con especies del mismo, así como varios orquidearios y molinos yerbateros.
Los turistas que visitan la localidad suelen dejar críticas negativas por el estado de abandono y la falta de cuidados de su parques y Zoológicos. En junio de 2023 la intendencia anunció que realizaría taras de mantenimiento y recuperación de los lugares turísticos considerados perdidos como el Laberinto Vegetal.

## Población
Al momento del censo 2010 el departamento de Montecarlo tenía 36.745 habitantes. En 2001 contaba con 16,300 habitantes (Indec, 2001), lo que representa un incremento del 31,3% frente a los 12,417 habitantes (Indec, 1991) del censo anterior.

## Hermanamientos
Montecarlo ha firmado vínculos de cooperación perdurables, en carácter de hermanamientos, con las siguientes ciudades:
- Bad Langensalza, Turingia, Alemania (30 de septiembre de 2019)[4]

## Parroquias de la Iglesia católica en Montecarlo
| Diócesis   | Puerto Iguazú                                    |
| ---------- | ------------------------------------------------ |
| Parroquias | Nuestra Señora de Fátima, Santa María del Iguazú |